# Priča o igračkama 3
Priča o igračkama 3 (eng. Toy Story 3) je računalno-animirani film iz 2010. godine animacijskoga studija Pixar. Redatelj filma je Lee Unkrich, a glasove u originalnoj verziji posudili su između ostalih i Tom Hanks i Tim Allen. Producenti su Ralph Guggenheim i Bonie Arnold, a film je distribuirao Walt Disney Pictures. 
Nastavak, Priča o igračkama 4, objavljen je 2019. godine.

## Unutarnje poveznice
- Pixar Animation Studios
- Walt Disney Motion Pictures

## Vanjske poveznice
- Priča o igračkama 3 u internetskoj bazi filmova IMDb-a
- Film Priča o igračkama 3 na službenoj stranici Pixar-a  Arhivirana inačica izvorne stranice od 17. svibnja 2013. (Wayback Machine)